# Atomic Puppet
 (août 2017).
Si vous disposez d'ouvrages ou d'articles de référence ou si vous connaissez des sites web de qualité traitant du thème abordé ici, merci de compléter l'article en donnant les références utiles à sa vérifiabilité et en les liant à la section « Notes et références ».
Atomic Puppet est une série télévisée d'animation franco-canadienne créée par Mark Drop et Jerry Leibowitz et produite par Mercury Filmworks, Technicolor et Gaumont Animation pour Télétoon et Disney XD et diffusée depuis le 18 juillet 2016.
La série raconte les aventures de Joey et de Captain Atomic, ancien héros transformé en poupée, qui peuvent fusionner lorsque l'ex-héros monte sur la main de Joey et ne forme plus qu'un héros du nom de Atomic Puppet.

## Synopsis
Le super-héros de Mega Ville, Captain Atomic a été transformé en poupée par Mookie encore appelé Captain Subatomic alors qu'il remuait la main de l'un de ses plus grands fan , un adolescent de 12 ans, Joseph (surnommé Joey). Ils découvrent qu'ils peuvent fusionner et deviennent alors le héros du nom de Atomic Puppet. Personne ne connait leur secret à l'exception de Mookie et Pauline, la meilleure ami de Joey. Si pour Joey c'est un rêve qui se réalise, pour Captain Atomic ce n'est pas la vie en rose. Très vite, ils finiront par s'entendre et sauveront ensemble Mega Ville des plus grands méchants.

## Personnages
- Joseph Joey Felt : C'est un garçon de 12 ans qui aime les bandes dessinées. Pour lui la chance tourne puisqu'il peut fusionner et combattre le crime avec son héros favori Captain Atomic.
- Captain Atomic : Il était un grand super-héros et combattait le crime, battait tout type de méchants grâce à ces incroyables super pouvoirs. Il a malheureusement été transformé en poupée par son ennemi juré qui l'envie beaucoup, Mookie, surnommé Captain Subatomic. Lui et Joey peuvent fusionner et forment un seul héros Atomic Puppet, ce qui lui déplait au départ, jusqu'à ce qu'il devienne ami avec le jeune homme. Il se fait surnommer AP.
- Pauline Bell : C'est la meilleure amie de Joey et la seule, à part Mookie à connaitre la véritable identité d'Atomic Puppet.
- Mookie Captain Subatomic : Cet homme est l'ennemi juré de Captain Atomic. Il l'envie et utilise toutes les ruses, malice ou stratagèmes possibles pour prendre sa place ou le ridiculiser. C'est d'ailleurs lui qui l'a transformé en poupée.

## Musique
Toute la bande son a été créée par les compositeurs Amaury Laurent Bernier et David Gana.

## Distribution

### Voix originales
- Eric Bauza : Joseph "Joey" Felt et Captain Atomic
- Peter Oldring : Mookie "Captain Subatomic"

### Voix françaises
- Alexis Tomassian : Joseph "Joey" Felt
- Emmanuel Curtil : Captain Atomic
- Jérôme Pauwels : Mookie "Captain Subatomic"
- Anne Rondeleux
- Frédéric Souterelle
- Kelly Marot : Pauline Bell
- Jean-Claude Donda

## Épisodes
1. L'Alliance de la Justice
2. Catastrophe au repaire
3. Un sacré pétrin
4. Match intergalactique
5. La Colle atomique
6. La Liste
7. La Prise atomique
8. L'Invasion des camions monstres
9. AP se fait tiquer
10. La Paix ou les Conséquences
11. Ver Kid (partie 1)
12. Ver Kid (partie 2)
13. Le Rhume des héros
14. Mookie a le pouvoir
15. Héros d'une autre dimension
16. C'est complet
17. Soldat proton
18. La Vengeance d'Erlenmeyer
19. Les Hommes taupes de Mega Ville
20. Torque prend la main
21. Absorbo
22. Maitre Catastrophe
23. Super Sabre
24. Boule de poils atomique
25. AP contre Disastro (partie 1)
26. AP contre Disastro (partie 2)
27. Androide atomique
28. La Sorcière des neiges
29. Piqués au vif
30. Petit AP
31. Calin atomique
32. Mega Ville, la Boule de neige
33. AP et la Princesse guerrière
34. Faiblesse atomique
35. Le Panthéon des héros
36. La Dispute
37. Rapido du stylo
38. Toute la collection
39. Le Brave Dyna-Moe
40. La Loi du plus Felt
41. Pas de boue dans la maison
42. La Retenue atomique
43. La Poule de la pleine lune
44. Les Chouchous des médias
45. Buck le Singe de l'au-delà
46. Planète Pizza
47. Le Noël des héros
48. La Combinaison Mintenberg
49. Le Retour de Claude
50. Les Baskets qui parlent
51. Je suis... nous sommes Atomic Puppet (partie 1)
52. Je suis... nous sommes Atomic Puppet (partie 2)

## Diffusion
En France la série a débuté sur Disney XD le 13 mars 2016, ensuite elle est diffusée sur 2M TV puis sur France 4. Au Canada La série a été diffusée sur Teletoon le 11 septembre 2016 et aux États-Unis sur Disney XD à partir du 11 septembre 2016. En Amérique latine elle est largement diffusée sur Disney XD.